# VVT-i

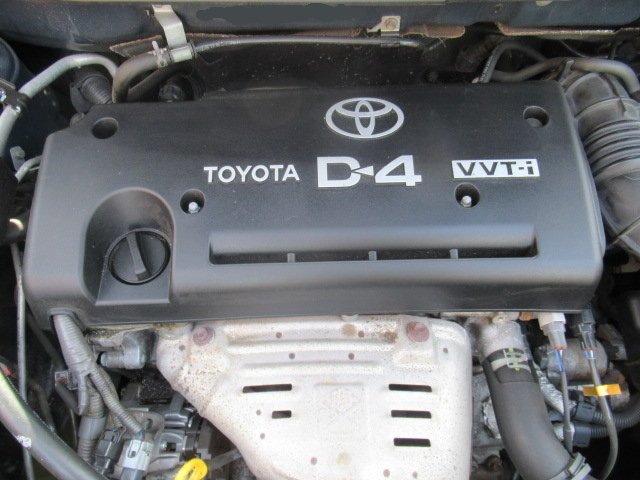
Foto van een VVT-i-motor.

VVT-i staat voor Variable Valve Timing with intelligence (variabele kleptiming met intelligentie) en is een technologische ontwikkeling van Toyota, bedacht in 1996. Het is een verfijning van Toyota's VVT die sinds 1991 beschikbaar werd in de Toyota 4A-GE, een motor met vijf kleppen per cilinder.
Deze technologie is vergelijkbaar met VTEC, MIVEC, single VANOS, CVVT, CVVTCS en DVVT.

## Werking
VVT-i, geïntroduceerd op de derde generatie 1JZ-GTE in 1996 en 2JZ-GTE in september 1997, varieert de timing van de kleppen door de inlaat- en/of uitlaatkleppen op variabele momenten te openen en te sluiten. Aanpassingen in de overlappende tijd tussen het sluiten van de uitlaatklep en de opening van de inlaatklep resulteren in een verbeterd volumetrisch rendement en motorrendement.

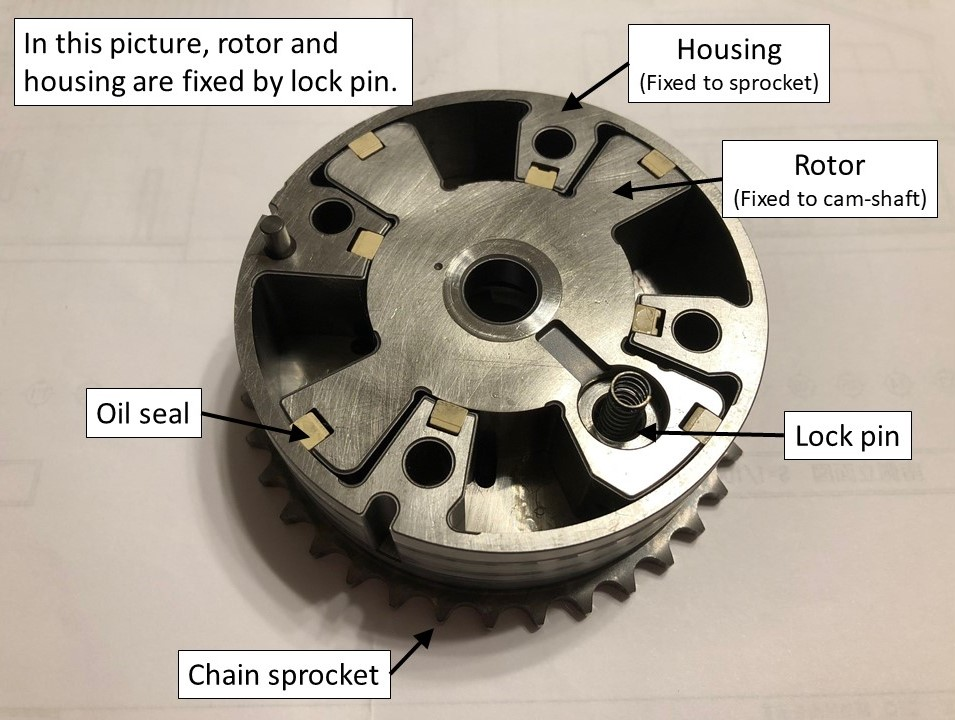
Opengewerkt VVT-i tandwiel.

Alle Toyota verbrandingsmotoren met VVT-i technologie hebben een speciaal tandwiel aan de inlaatnokkenas dat verbonden wordt door een distributieriem of ketting aan de krukas. Op druk gebrachte motorolie kan de afstelling van dit tandwiel hydraulisch wijzigen. De programmering van de ECU, belasting van de motor, het toerental, de openingshoek van de gasklep en andere omgevingsfactoren bepalen op welke manier het tandwiel zich verstelt en dus de openingsmomenten van de inlaatkleppen wijzigt.
Verbeterde en aangepaste varianten van het systeem, zoals VVTL-i, Dual VVT-i, VVT-iW, VVT-iE en Valvematic zijn later uitgebracht.
VVT-i dient ertoe, om in theorie, een verbrandingsmotor een hogere brandstofefficiëntie te geven, met tevens minder uitstoot van schadelijke emissies. De technologie wordt toegepast in zowel ketting- en riemmotoren.

## VVTL-i
Variable Valve Timing with Lift intelligence, is het systeem voor variabele kleptiming in combinatie met variabele kleplichthoogte en -duratie in de door Toyota en Yamaha gezamenlijk ontwikkelde 2ZZ-GE motor. Dit is de enige motor met deze technologie van Toyota. De 2ZZ-GE deelt eigenschappen van de 1ZZ-FE VVT-i motor uit onder andere de Toyota Celica T23, het motorblok waarop de 2ZZ-GE gebaseerd is. Zo heeft de motor nagenoeg dezelfde cilinderinhoud (2ZZ-GE heeft 2 cc meer inhoud), en is de architectuur vergelijkbaar.
De motor heeft twee, bovenliggende nokkenassen (DOHC) met elk een 'gewoon' profiel en een groter, hoger profiel per cilinder. Deze grotere nokken kunnen de inlaat- en uitlaatkleppen langer en verder open doen laten staan. Hierdoor kan meer lucht in en uit de motor worden verwerkt voor een groter rendement (lees: vermogen). De bovenzijde van de zuigers zijn ingesneden om de kleppen te kunnen openen, terwijl de zuiger zich richting het bovenste dode punt van de compressie- en uitlaatslag begeeft. Desondanks blijft het een interfererende motor. Het systeem treedt in werking wanneer een bepaald toerental wordt bereikt, standaard voor de Europese Celica en Corolla is dit (ongeveer) 6200 tpm, en moet de temperatuur van de koelvloeistof minstens 60 graden Celsius zijn om schade aan de motor te voorkomen. De ECU stuurt een elektronisch signaal naar een stroomregelventiel aan de koppelingszijde van de motor als aan de parameters wordt voldaan. Motorolie wordt op druk gebracht en door oliekanalen in de cilinderkop gepompt en forceren zo de tuimelaars van de grote, hogere nokken niet langer vrij mee te laten bewegen. Zo laten deze de inlaat- en uitlaatkleppen zich langer en verder lichten.

Het systeem werd in Europa toegepast in de T Sport-modellen van de Toyota Celica T23, Toyota Corolla E12 en de in gelimiteerde oplage geproduceerde Toyota Corolla T Sport Compressor. Andere toepassingen van VVTL-i zijn te vinden in de Lotus Elise, Lotus Exige en Lotus 2-Eleven. Buiten Europa is dit type variabele kleptiming terug te vinden in de Pontiac Vibe (Toyota Voltz), Toyota Matrix, WiLL VS, vergelijkbare uitvoeringen van de Toyota Celica en Toyota Corolla die niet in Europa leverbaar waren en de Nieuw-Zeelandse Toyota Racing Series (TRS) FT-50.

2ZZ-GE motorblok
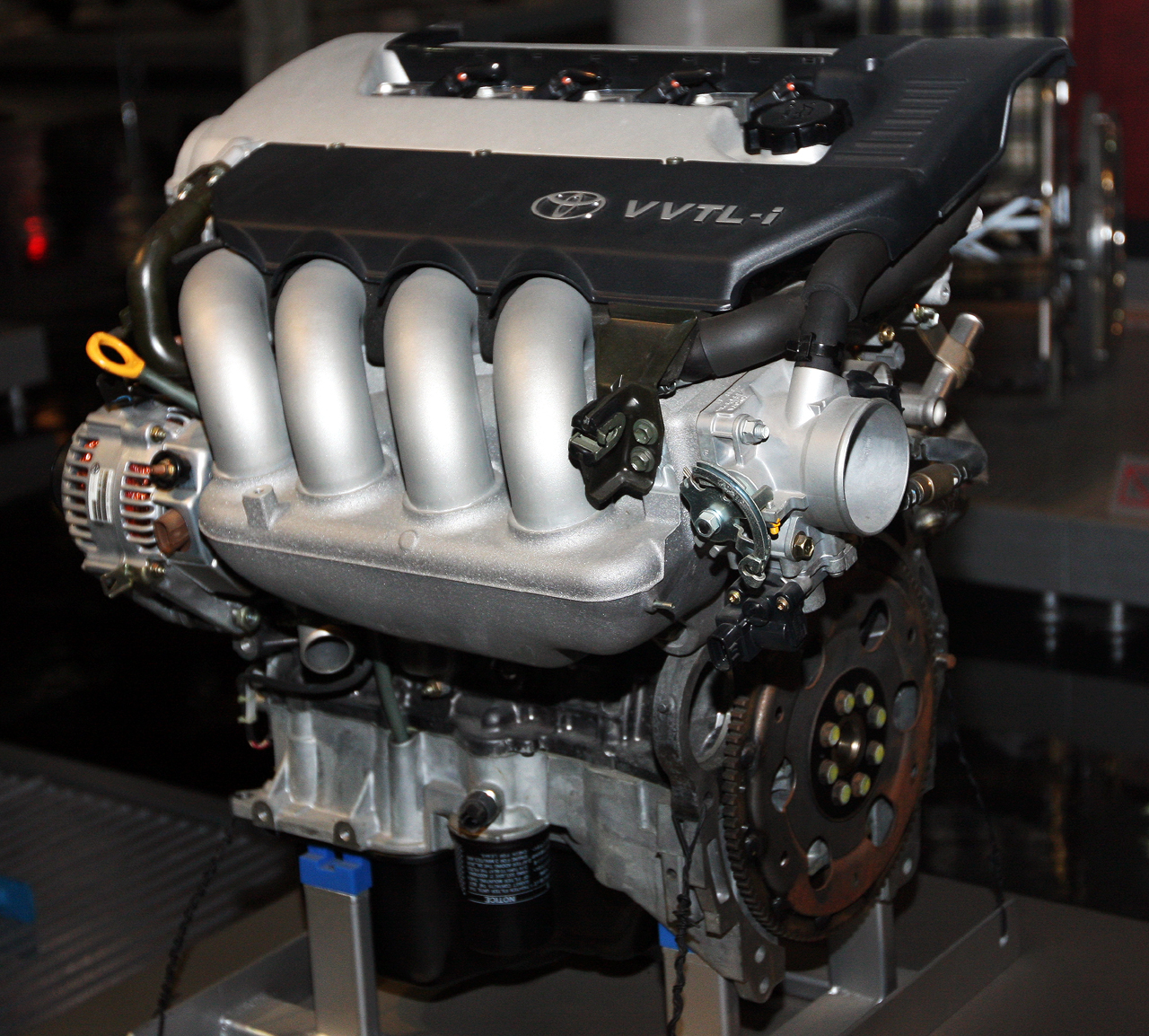
2ZZ-GE motor, International Engine of the Year 2002 in de categorie 1,4 tot 1,8 liter.
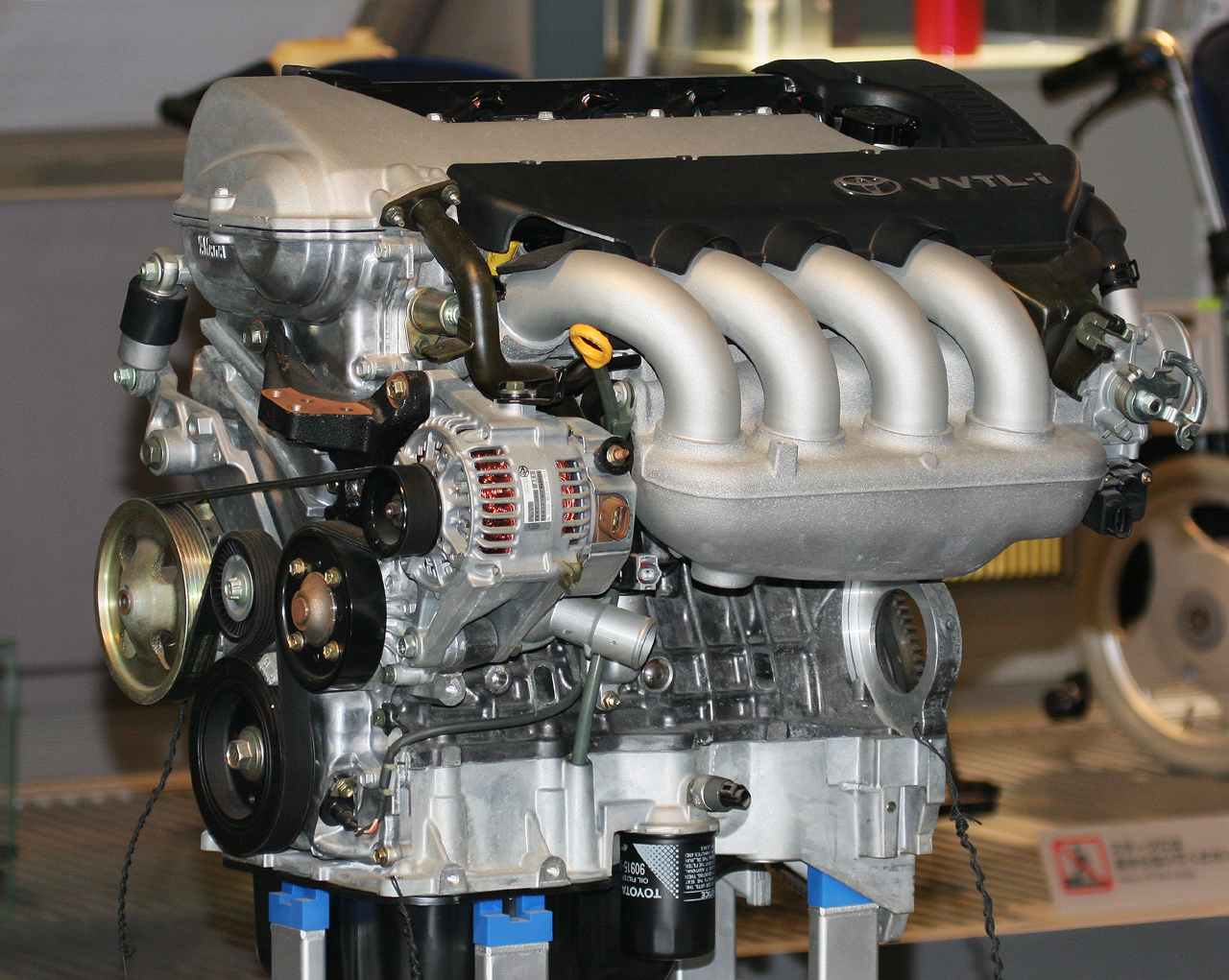
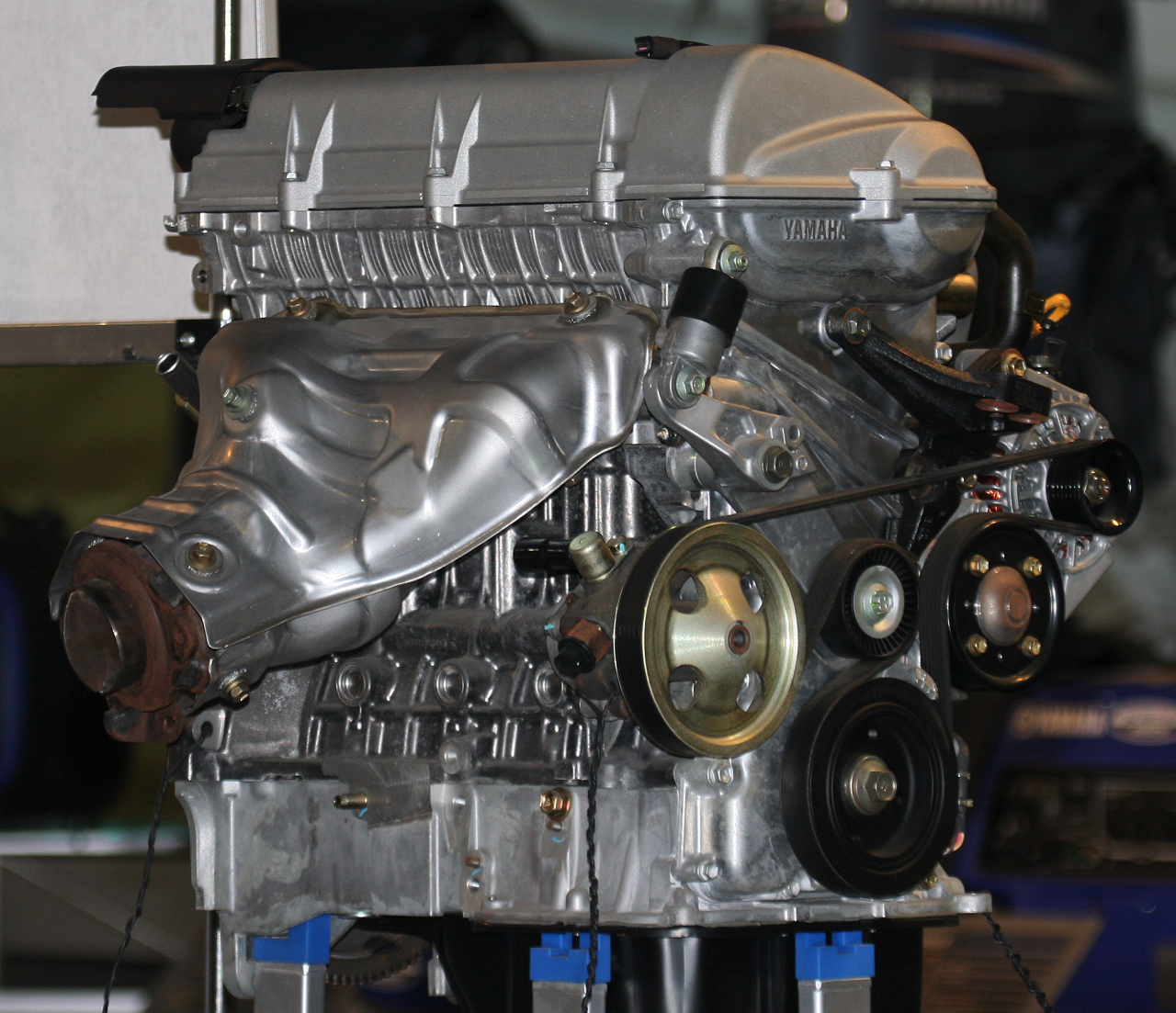
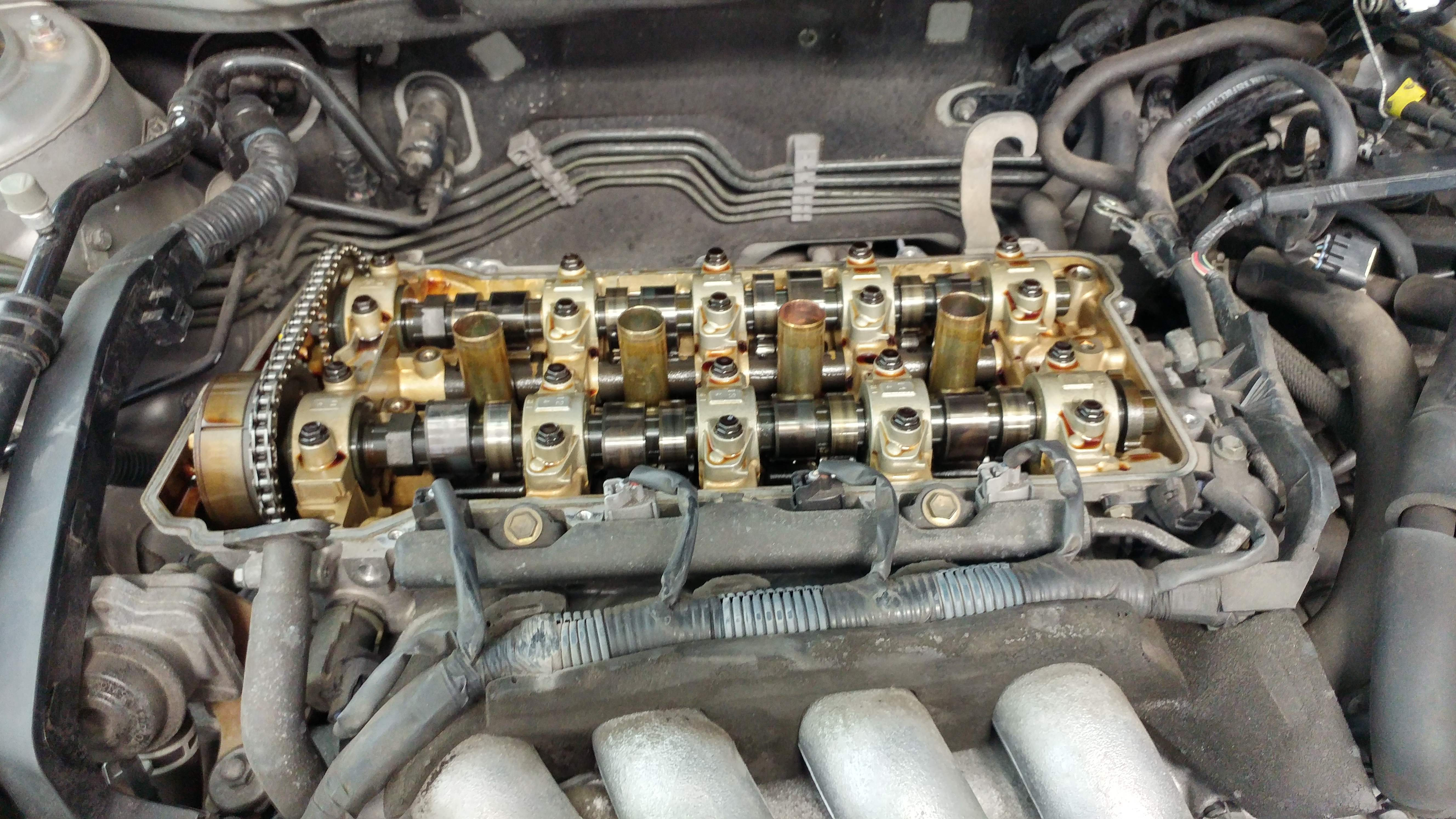
Blootliggende nokkenassen van een 2ZZ-GE motor

De VVTL-i-technologie in de 2ZZ-GE motor is vergelijkbaar met de beter bekende VTEC- en i-VTEC-technologieën van Honda. De B18C6 (1993–2001 Honda Integra Type-R) en K20A(2) (2001–2005 Honda Civic Type-R) Honda motoren zijn het meest vergelijkbaar in prestaties en eigenschappen.

## Dual VVT-i

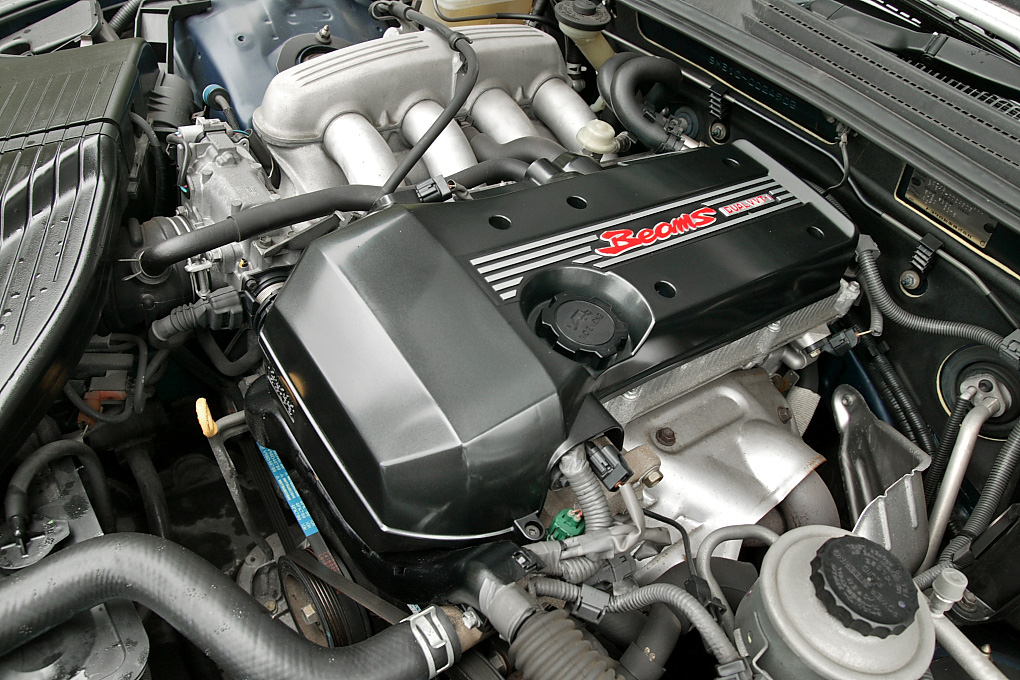
Vijfde generatie Toyota 3S-GE, met Dual VVT-i

Dual VVT-i past de timing aan op zowel de inlaat- als uitlaatnokkenas, en beschikt daarvoor over twee VVT-i tandwielen. Deze technologie is geïntroduceerd op de vijfde generatie 3S-GE motor in de Lexus IS SXE10.
Dual VVT-i wordt geïmplementeerd in de volgende motorenseries:
- 1LR-GUE (Lexus LFA)
- AR motorenserie
- GR motorenserie
- NR motorenserie
- UR motorenserie
- ZR motorenserie

## VVT-iW

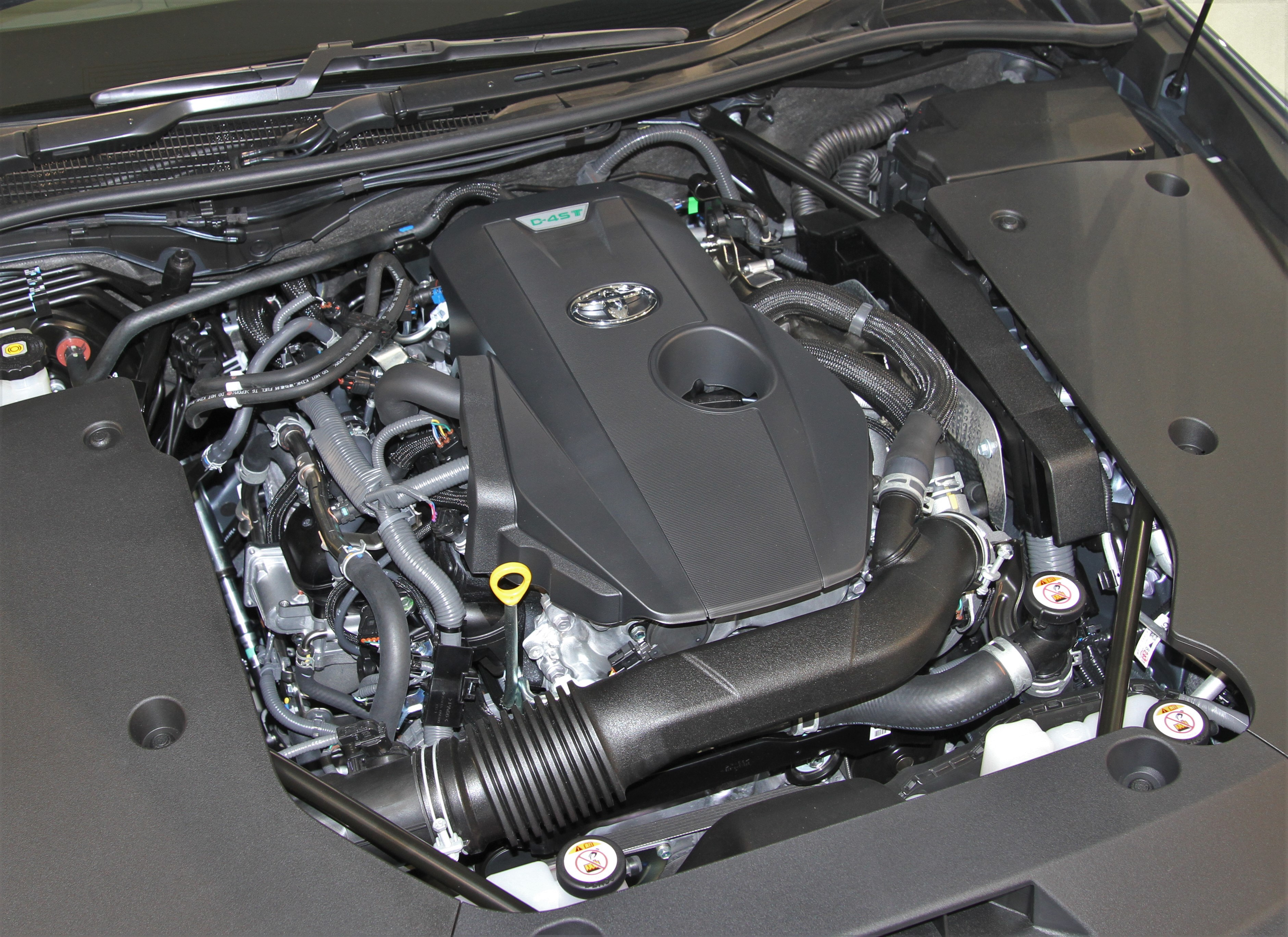
Toyota 8AR-FTS met VVT-iW technologie

VVT-iW (Variable Valve Timing - intelligent Wide) implementeert VVT-i op de uitlaatnokkenas en VVT-iW op de inlaatnokkenas. VVT-iW maakt het mogelijk om de motor op zowel de Otto- als de Atkinson-proces te laten opereren. Zo biedt de motor bij lage motorsnelheid een lage uitstoot en hoge efficiëntie met een laag brandstofverbruik, en een relatief hoog koppel over het gehele toerenbereik. Mede door VVT-iW hebben motoren met deze technologie een klein turbogat.
VVT-iW is geïntroduceerd op de 8AR-FTS motor in de Lexus NX200t.

## VVT-iE

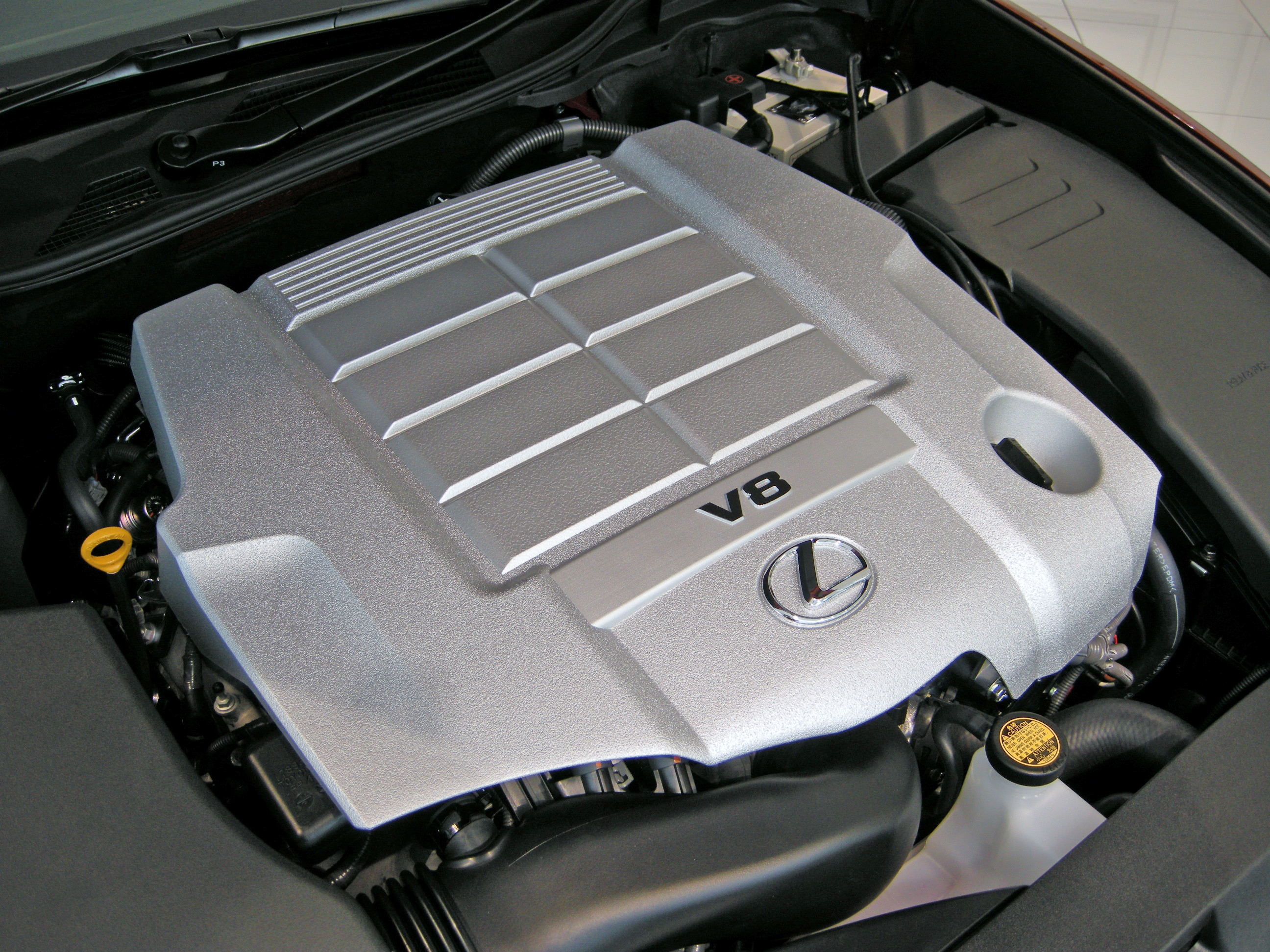
Toyota 1UR-FSE met VVT-iE technologie

VVT-iE (Variable Valve Timing-intelligence by Electronic motor) is versie van Dual VVT-i waarbij de inlaatnokkenasverstelling geregeld wordt door een elektrische motor. De uitlaatnokkenas wordt hydraulisch versteld. Deze technologie is oorspronkelijk ontwikkeld voor voertuigen van Lexus, en is geïntroduceerd in 1UR-FSE motor in de Lexus LS 460.

## Valvematic
Valvematic-technologie biedt continue verstelling van de kleplichthoogte en openingsduur, afhankelijk van de motorbelasting. Deze technologie is een samenvoeging van VVT-i en VVL (variabele kleplichthoogte). Hiermee kan het lucht-/brandstofmengsel gecontroleerd worden door het kleppenmechanisme in plaats van een conventionele gasklep. Iedere motor met Valvematic heeft een inlaatspruitstuk waarvan de lengte kan variëren, met wijzigingen van 1 tot 11 millimeter. Valvematic werkt naast VVT-i om maximaal effect te behalen.
Valvematic werd in de 3ZR-FAE motor geïntroduceerd. Deze technologie kwam in Noord-Amerika op de markt in de elfde generatie Toyota Corolla E170.

## Modellen waar VVT-i of andere varianten zijn toegepast
Hieronder de modellen van Toyota en Lexus met VVT-i of een andere varianten.

### Europese automodellen Toyota
- Toyota Avensis (VVT-i werd toegepast sinds de eerste generatie)
- Toyota Avensis Verso (VVT-i toegepast)
- Toyota Auris (VVT-i toegepast bij 1.4 en 1.6 benzine, 1.4, 2.0 en 2.2 diesel)
- Toyota Aygo (VVT-i toegepast)
- Toyota Celica (VVT-i 1ZZ-FE en VVTL-i 2ZZ-GE)
- Toyota Corolla (VVT-i toegepast sinds de achtste generatie, VVTL-i 2ZZ-GE)
- Toyota C-HR (VVT-i toegepast (Hybride))
- Toyota Hilux (Dual VVT-i)
- Toyota iQ (VVT-i toegepast bij zowel 1.0 3-cilinder en 1.3 4-cilinder)
- Toyota Land Cruiser (VVT-i toegepast)
- Toyota MR2 (VVT-i toegepast)
- Toyota RAV4 (VVT-i toegepast)
- Toyota Verso (VVT-i toegepast)
- Toyota Verso-S (VVT-i toegepast)
- Toyota Yaris (VVT-i toegepast bij de Toyota Yaris uit eind jaren 90)
- Toyota Yaris Verso (VVT-i toegepast bij 1.3, 1.4 en 1.5 dieselmotoren)
- Toyota Urban Cruiser (VVT-i toegepast)

### Europese automodellen Lexus
- Lexus CT (dual VVT-i toegepast)
- Lexus ES (VVT-iW toegepast (Hybride))
- Lexus LFA (Dual VVT-i toegepast)
- Lexus LS460 (VVT-iE toegepast)
- Lexus LS500 (Dual VVT-i toegepast)
- Lexus RX300 (VVT-i toegepast)